# Electroplankton
Electroplankton és un videojoc musical interactiu desenvolupat per indieszero i publicat per Nintendo per a Nintendo DS. Va ser llançat al Japó el 2005 i més tard a Amèrica i Europa el 2006. Permet al jugador interactuar amb plàncton animat i crear música progressivament mitjançant una de les deu interfícies diferents. Va ser ideat per l'artista Toshio Iwai. Forma part de la sèrie Touch! Generations.
Es va llançar de nou al servei DSiWare per a la consola Nintendo DSi el 2009, amb cada instrument disponible per comprar per separat.

## Jugabilitat
Electroplancton ofereix als jugadors una selecció de modes de joc en els quals manipulen deu espècies diferents de plàncton per compondre música de manera interactiva. Un plàncton és un animal virtual que emet sons que varien segons determinades accions realitzades pel jugador, com parlar, bufar al micròfon o tocar amb el llapis.

## Antecedents
Abans de treballar en aquest joc, Toshio Iwai ja era considerat un artista mediàtic establert, amb exposicions individuals a Tòquio, Osaka, Nova York, Anvers, Karlsruhe, Espoo i Amsterdam, i exposicions col·lectives a diversos països com ara Austràlia, França i el Canadà, així com al museu Ghibli després de la seva col·laboració amb Hayao Miyazaki.
El 1987, va col·laborar amb Nintendo per dissenyar un shoot 'em up que combinava els videojocs i la creació musical, anomenat Otocky. L'any 1994 va crear SimTunes, un joc musical en què els jugadors componen la seva pròpia música dibuixant sobre una graella negra d'entitats que reaccionen emetent sons segons els blocs que creuen. Fora dels videojocs, ha creat diverses obres. Alguns prototips del plàncton del joc es podien veure al Futuresonic el 1999.
Quan la Nintendo DS era només un prototip, Satoru Iwata i Shigeru Miyamoto van acudir a una de les exposicions d'Iwai i després el van convidar a les oficines de Nintendo a Kyoto per desenvolupar un joc per a la llavors futura consola.

## Recepció
El joc va tenir una bona acollida, amb una puntuació mitjana del 76% al lloc web Metacritic.
Tot i que algunes ressenyes van posar èmfasi en la naturalesa original i accessible del títol, també van lamentar les seves limitacions, sense cap funció de desament i una jugabilitat molt curta, malgrat la bona rejugabilitat.